# Petr II. Holický ze Šternberka
Petr II. Holický ze Šternberka († 4. června 1514 Líšno) byl český šlechtic z rodu Šternberků a držitel vysokých zemských úřadů.

## Původ a život
Narodil se jako syn Petra I. Holického ze Šternberka († 1454) a jeho manželky Anny ze Seinsheimu († asi 1459), která pocházela z rodu předků Schwarzenbergů.
V mládí osiřel. Poručníkem mu byl vzdálený strýc Zdeněk Konopišťský ze Šternberka († 1476), který v roce 1465 na svém hradě Zelená Hora založil Jednotu zelenohorskou, která vystoupila proti králi Jiřímu z Poděbrad (králem 1458–1471). V roce 1467 královské oddíly hrad Český Šternberk dobyly a zpustošily. Teprve v roce 1479 byl hrad majiteli Petru II. navrácen a ten zahájil rozsáhlou přestavbu.
Přes nižší úřady jako hejtman Kouřimského kraje se Petr II. propracoval do nejvyšších zemských úřadů. V letech 1508–1510 (nebo 1507–1510) zastával post nejvyššího zemského sudí a v letech 1512–1514 (nebo už od roku 1510) nejvyššího zemského komorníka.
Jako přední šlechtic království se podílel na přípravě Vladislavského zřízení zemského, které bylo schváleno v roce 1500.
Byl pohřben v kostele svatého Jiljí a Panny Marie Královny augustiniánského kláštera v Třeboni, která patřila rodu jeho ženy. Jeho náhrobek se dochoval ve Šternberské kapli.

## Rodina
V roce 1476 (nebo 1479) se oženil s Kateřinou z Rožmberka (17. 8. 1457 – 20. 8. 1521), dcerou 3. vladaře rožmberského domu Jana II. z Rožmberka (1434–1472), vrchního hejtmana ve Slezsku, a jeho manželky Anny z Hlohova. Narodily se jim následující děti:
- 1. Zdeňka (Sidonia)
  - ∞ Jiří Wolf Haslauer z Haslauru
- 2. Jan († 12. 6. 1551/1548), hejtman Kouřimského kraje
  - 1. ∞ Dorota Bezdružická z Kolovrat
  - 2. ∞ Zdeňka (Sidonie) z Gutštejna
- 3. Hedvika († 1521)
  - ∞ Mikuláš Zajíc z Házmburka († 9. 7. 1496)
- 4. Kateřina (1485–1525)
  - ∞ Bernard II. Bruntálský z Vrbna († 28. 12. 1529)